# Peniophora ovalispora
Peniophora ovalispora är en svampart som beskrevs av Boidin, Lanq. & Gilles 1991. Peniophora ovalispora ingår i släktet Peniophora och familjen Peniophoraceae.   Inga underarter finns listade i Catalogue of Life.